# Générations Futures (association)
Générations Futures est une association française, fondée en 1996 par Georges Toutain et François Veillerette, qui a pour but de soutenir une agriculture durable en opposition à l’agriculture intensive utilisant des pesticides et engrais de synthèse. Ce soutien passe par des actions contre des organisations ou personnes responsables de pollution, notamment les multinationales de l’agrochimie.

## Historique

### Création
L'association est née en 1996 en Picardie, à la suite de la rencontre entre François Veillerette, enseignant préoccupé par la pollution de l’eau aux pesticides près de son domicile, et Georges Toutain, ingénieur agronome, alors conseiller régional écologiste indépendant, sous le nom de Mouvement pour les droits et le respect des générations futures (MDRGF). Leur but est de rassembler les citoyens désireux de s’opposer au système économique dominant, considéré comme responsable de « dégradations sociales, écologiques et humaines »[source insuffisante].
Devenu entre-temps Générations Futures, l’association continue, depuis 1996, de dénoncer les dangers supposés, pour l’homme et l’environnement, du système économique actuel, en particulier son impact sur l’agriculture et l’alimentation. Pour cela, elle s’appuie sur des enquêtes de terrains, des recherches à but scientifique, une communication efficiente dans la presse nationale, et des campagnes de sensibilisation personnalisées.[réf. nécessaire]

### Dénominations successives
En 2008, l’association change officiellement de nom et devient Générations Futures. La transition s’effectue progressivement, la refonte de l’identité visuelle, des adresses emails et du site internet se terminant en 2012. Pendant cette période, il n’est pas rare de voir la désignation « Générations Futures (ex-MDRGF) » apparaître dans les documents internes, les outils de communication et les productions visuelles de Générations Futures,.

## Structure

### Présidents
- Georges Toutain : 1996-1998[4],[3]
- François Veillerette : 1999-2009[5]
- Maria Pelletier : depuis 2010[6],[7]

### Conseil d’administration
En 2018, le bureau du conseil d’administration de Générations Futures est composé de :
- Maria Pelletier[9], présidente[6],[7] ;
- Georges Toutain[10],[4],président d’honneur ;
- Thierry Verley, contrôleur-auditeur chez Ecocert, trésorier ;
- Sylvie Nève, agricultrice bio et herboriste, secrétaire[8].

### Adhérents, bénévoles et salariés
À la fin de l’année 2017, Générations Futures compte 2549 adhérents. Elle comprend également quatre salariés, incluant deux chargés de mission, une coordinatrice et un directeur, qui tient également le rôle de porte-parole.

### Présence locale
Pour accroître sa présence territoriale et répondre aux préoccupations locales, Générations Futures lance en décembre 2015 ses premiers relais locaux. Le but affiché est d’animer des communautés de bénévoles, de faire connaître l’association et de relayer les différentes campagnes d’action de l’association. Ces relais locaux, présents sur tout le territoire national, participent également à des manifestations organisées par des collectifs d’associations, que ce soit au niveau national ou local (par exemple, la semaine sans pesticides). Des conférences, débats et tables rondes sont également animés en région, tout au long de l’année.
En 2018, une quinzaine de relais locaux ont ouvert dans autant de départements. Plusieurs centaines d’événements sont organisés chaque année, au niveau national, soit en interne, soit avec la participation de partenaires locaux. En 2017, une cinquantaine de bénévoles sont mobilisés par les relais locaux.

### Comité scientifique
En 2016, Générations Futures se dote d’un comité scientifique composé de bénévoles, dont le rôle est de répondre aux interrogations des autres membres de l’association, de vulgariser les études et concepts scientifiques, de réaliser une veille de la recherche scientifique dans les domaines de l’agronomie, des pesticides et des perturbateurs endocriniens. Il participe également à la rédaction de documentations scientifiques publiées par Générations Futures[source insuffisante]. Il est composé d’agronomes, de médecins, de pharmaciens, d'endocrinologues, de toxicologues et de biologistes[source insuffisante].

## Activités

### Les causes défendues
Comme le précisent les statuts de l’association, Générations Futures « a pour objet d’agir, par tous moyens légaux, tant localement qu’à l’échelle nationale ou internationale, pour la défense de l’environnement et de la santé ».

## Actions mises en place
- 2007 : publication du livre Pesticides, révélations sur un scandale français de François Veillerette et Fabrice Nicolino[14]
- 2009 : Participation au documentaire Nos enfants nous accuseront de Jean-Paul Jaud[15][source insuffisante]
- Depuis 2009 : initiateur de la Semaine des alternatives aux pesticides [16]
- 2015 : révélation de traces de pesticides interdits dans les salades dans le cadre de ses enquêtes EXPPERT portant sur l'exposition aux perturbateurs endocriniens[17]
- 2016 : lancement de la 1re carte de France des victimes des pesticides[18][source insuffisante]
- 2017 : l'association se mobilise sur le dossier du glyphosate et participe activement à l'Initiative citoyenne européenne (ICE)

Générations Futures est sollicitée pour prendre part aux instances officielles au sein du ministère de l'Écologie (elle est membre de la commission Biocides), du ministère de l'Agriculture (elle est membre du Conseil national d'orientation et de suivi du plan Écophyto). Elle a aussi pris part aux négociations du Grenelle de l'Environnement en 2007, à la conférence environnementale en 2012 et à la table ronde sur la transition agricole et alimentaire, lors des États généraux de l'alimentation à l'Assemblée nationale le jeudi 23 novembre 2017.
Elle est aussi présente dans des Comités techniques mis en place au sein de l'ANSES (Agence nationale de sécurité sanitaire de l'alimentation, de l'environnement et du travail),.
L'association est inscrite comme représentant d'intérêt auprès de la Haute Autorité pour la transparence de la vie publique et a déclaré auprès d'elle des dépenses de lobbying d'un montant annuel inférieur à 10 000 euros en 2020.

## Principales campagnes

### Études de l’impact des pesticides sur la santé et l’environnement
En 2010, Générations Futures réalise une campagne thématique sur le lien entre les polluants environnementaux et l’apparition de cancers, qui s’accompagne de l’analyse des repas types dans la journée d’un enfant de dix ans, mettant à jour la présence dans les repas de dizaines de molécules potentiellement cancérigènes ou de perturbateurs endocriniens. Si la plupart des molécules observées restent sous le seuil réglementaire, le rapport soulève des inquiétudes concernant les « mélanges impressionnants de différentes molécules ». L’année suivante, Générations Futures effectue une étude similaire, mais portant cette fois-ci sur des menus bios.
En 2019, elle publie une cartographie des départements français utilisant le plus de glyphosate.

### Études sur les perturbateurs endocriniens et leur impact sanitaire
Depuis 2013, Générations Futures participe à une série d'enquêtes sur les pesticides suspectés d'être des perturbateurs endocriniens, les enquêtes EXPPERT (EXposition aux Pesticides PERTurbateurs endocriniens), aux côtés d'autres groupements d'associations, notamment HEAL (Health and Environment Alliance) et PAN (Pesticide Action Network).

### Soutien aux victimes des pesticides
Générations Futures mène régulièrement des actions de soutien aux victimes des pesticides, qu’il s’agisse de particuliers ou d’utilisateurs professionnels. Pour cela, elle recueille leurs témoignages, et leur fournit une aide juridique et scientifique. Elle publie en 2013 le résultat d’une étude portant sur l’exposition aux pesticides des travailleurs viticoles et des riverains, à travers l’analyse de cheveux : l’étude APACHe (Analyse de Pesticides Agricoles dans les Cheveux),.

## Controverses

### Controverses sur les résidus de produits phyto-sanitaires dans l'alimentation
En 2016, l'association publie une étude sur les pesticides dans les céréales du petit déjeuner, largement reprise par la presse, qui conclut à la présence de faibles traces de pesticides dans ces produits, et à leur absence dans les produits « bio ». Toutefois, l'étude omet le très grand éloignement de ces traces avec les limites autorisées et la présence de pesticides « bio » dans les produits bio.
Le journal Que choisir et l'Association française pour l'information scientifique (AFIS) considèrent respectivement que « Générations futures noircit le tableau »  et que l'association « poursuit une opération tout à fait transparente de promotion du bio, par dénigrement du conventionnel, sans contenu scientifique et sans révélation », ces études ne révélant aucun élément nouveau ni inquiétant, selon l'AFIS,,.
L’association répond que les perturbateurs endocriniens ont des effets sur le système hormonal et ne peuvent être associés aux principes de toxicologie classique. « Avec les perturbateurs endocriniens, ce n’est pas la dose qui fait le poison mais plutôt la période d’exposition » explique Jean-Louis Roumégas, auteur du rapport sur la stratégie européenne en matière de perturbateurs endocriniens. En effet, les récepteurs d’hormones ont une très haute affinité et de très petites quantités peuvent avoir de gros effets biologiques. Les très jeunes enfants, et le fœtus, sont particulièrement sensibles aux perturbateurs endocriniens, même à des doses très faibles[réf. nécessaire]. La société savante spécialisée sur les questions d’hormones, la Endocrine Society, précise qu’il est « impossible d’identifier les seuils d’action d’un perturbateur endocrinien » en raison du fonctionnement particulier du système hormonal,.

### Controverse sur la présence de l'herbicide glyphosate dans les urines
En 2017, Générations Futures invite plusieurs personnalités à mesurer leur exposition à l'herbicide glyphosate, au moyen d'une analyse de leurs urines par la méthode immuno-enzymatique ELISA du laboratoire allemand Biocheck. Ces « glyphotests » se révèlent tous positifs.
La démarche est dénoncée par des responsables agricoles de la Fédération nationale des syndicats d'exploitants agricoles qui organisent l'année suivante, sous contrôle d'huissier, des tests comparatifs de l'urine de 11 agriculteurs utilisateurs de glyphosate, par la méthode ELISA et par la chromatographie en phase gazeuse-spectrométrie de masse. Les résultats seraient tous positifs selon la méthode ELISA ; en revanche, ils seraient tous négatifs selon l'analyse chromatographique,. Les deux tests n'auraient pas la même sensibilité de détection. Selon Libération, les tests par chromatographie seraient plus sensibles que les valeurs retrouvées par la méthode ELISA, ce qui démontrerait l'invalidité de cette méthode (ELISA) sur cette recherche.

### Controverse sur les liens entre l'association et les entreprises de l'agriculture biologique
Selon la journaliste Emmanuelle Ducros de L'Opinion, Générations Futures « est largement financée par des entreprises du secteur bio, qui ont trouvé en elle un lobbyiste efficace ».